# Phylocentropus auriceps
Phylocentropus auriceps är en nattsländeart som först beskrevs av Banks 1905.  Phylocentropus auriceps ingår i släktet Phylocentropus och familjen Dipseudopsidae. Inga underarter finns listade i Catalogue of Life.